# 插曲 (电影)
《插曲》（英語：Episode）是一部於1935年上映的奥地利電影。它屬於流行的奧地利被稱為「維也納電影」輕浪漫喜劇類型，但對於這種類型的電影，還包含異常嚴重的社會評論。這部電影在德語電影史上具有特別重要的意義，因為這是奧地利唯一一部由猶太人製作的電影，該電影在1933年被允許進口並在納粹德國放映，接著禁止猶太人在電影中工作。
電影在德國柏林凱萊宮於1935年8月23日首映。同年9月13日在奧地利維也納影院首映。它於1958年12月2日透過德國公共廣播聯盟在電視播放。1994年4月1日，該片以VHS錄影帶形式發行。

## 資料
- Deutsche Tonfilme – Band 06 – 1935. Ulrich J. Klaus Verlag, Berlin 1995 ISBN 3-927352-05-5

## 外部鏈接
- 互联网电影数据库（IMDb）上《插曲》的资料（英文）
- AllMovie上《插曲》的资料（英文）